# Richard Douglas Thomson
Richard „Richie“ Douglas Thomson (* 16. August 1940 in Oamaru; † 3. Mai 2012 in Rotorua) war ein neuseeländischer Radrennfahrer und nationaler Meister im Radsport.

## Sportliche Laufbahn
„Richie“ Thomson siegte 1961 in der nationalen Meisterschaft im Straßenrennen der Amateure. Er war Teilnehmer der Olympischen Sommerspiele 1968 in Mexiko-Stadt. Beim Sieg von Pierfranco Vianelli im olympischen Straßenrennen schied er jedoch aus dem Rennen aus. Im Mannschaftszeitfahren kam er mit seinen Teamkameraden nur auf den 23. Rang.